# Final Fantasy VII: Advent Children
Final Fantasy VII: Advent Children (ファイナルファンタジーVII アドベントチルドレン?, Fainaru Fantajī VII: Adobento Chirudoren) è un film d'animazione del 2005 diretto da Tetsuya Nomura e Takeshi Nozue.
Si tratta di una produzione giapponese direct-to-video interamente in grafica computerizzata uscito in DVD, distribuito in Europa nel maggio 2006 (in Italia da Sony Pictures Entertainment). È disponibile solo in lingua originale giapponese e in inglese, sottotitolato in italiano.
Il film narra le vicende successive al videogioco Final Fantasy VII.

## Trama
(Parole di Tetsuya Nomura all'inizio del film)
La storia è ambientata due anni dopo le vicende del gioco, e molte cose sono cambiate: ora Cloud gestisce un bar e un'agenzia di consegne (la Strife Delivery Service) insieme a Tifa ma, dopo tutto questo tempo, non è ancora riuscito a perdonarsi per non essere riuscito a salvare i suoi amici Zack e Aerith.
La sua vita a Edge (così viene chiamata la città di sopravvissuti creata attorno a Midgar) trascorre relativamente tranquilla finché, insieme a molti altri, non si ammala di Geostigma (una reazione violenta del sistema immunitario al contatto con il flusso vitale del pianeta).
Compare a questo punto uno strano trio, i Silver Haired Men, capeggiato da un losco tizio di nome Kadaj che bracca Cloud e i restanti membri della Shinra per ottenere la testa della Madre (Jenova). Mentre la Shinra tenta di negare di possederla, questi attaccano violentemente ciò che resta di Midgar seminando il panico e rendendo propri succubi i bambini affetti da geostigma. Cloud, combattuto se intervenire da solo fino ad immolarsi per la causa o chiedere aiuto ai suoi vecchi amici dovrà decidere del proprio destino e di quello del pianeta.
Durante lo svolgimento del film vi saranno quindi due punti cardine: la ricerca di una cura per il Geostigma e la ricerca della testa di Jenova da parte di Kadaj, per poter resuscitare Sephiroth in una nuova Reunion.

## Personaggi
Kadaj
È uno degli antagonisti, un personaggio molto carismatico e di indole piuttosto violenta. Ha evidenti doti da leader, ed è pronto a tutto pur di rendere felice la "madre" (Jenova) e aiutarla a realizzare i suoi scopi (la distruzione del pianeta). Leader dei Silver Haired Men (insieme ai suoi due fratelli Loz e Yazoo). Il loro intento principale è quello di trovare il collo di Jenova (che chiamano "madre") e riunire, tramite una Reunion appunto, tutti coloro che hanno dentro i loro corpi le cellule Jenova allo scopo di far tornare in vita il leggendario e temuto Sephiroth (antagonista che era stato sconfitto alla fine del gioco). Alla morte di Sephiroth, nel cratere, il suo spirito si divise in 3 forti entità che acquisirono notevole forza, composti da cellule di Jenova. Loz, Yazoo e Kadaj. Ognuno di loro è uno Shinentai, ovvero un "corpo di pensieri".
Silver Haired Men
È il nome con cui i fan di Final Fantasy indicano un trio di guerrieri, antagonisti principali del film. Silver Haired Men significa letteralmente Uomini dai capelli d'argento, ad indicare la caratteristica principale del gruppo: uomini giovani, di bell'aspetto, dai capelli brizzolati ed argentei, vestiti con tute da combattimento in pelle nera. Il trio, formato da Kadaj, Loz e Yazoo, è nato dalla distruzione del guerriero perfetto Sephiroth avvenuta nel finale di Final Fantasy VII. Ognuno di loro trattiene nel suo corpo 1/3 delle cellule di Sephiroth e quindi del mostro alieno Jenova, e in più, ognuno è la rappresentazione vivente di una caratteristica del defunto guerriero. I tre si considerano fratelli, dato che sono nati dallo stesso padre, Sephiroth, e come lui desiderano portare l'alieno Jenova a dominare il mondo.

## Distribuzione

### Final Fantasy VII Advent Children: Pieces Limited Edition
In Giappone è uscito un cofanetto del valore stimato di 350 euro, contenente:
- Final Fantasy VII: Advent Children (DVD)
- Final Fantasy VII International (PlayStation) - versione speciale con copertina Limited -
- Final Fantasy VII: Last Order (DVD)
- DVD Bonus (include Making Of)
- Action Figure di Cloud e Fenrir
- Cappellino da baseball
- T-Shirt
- Keychain
- Replica of Voice Recording Script
- Ultimania Omega Guide per Final Fantasy VII

### Advent Children Complete
Nel corso del marzo 2009 (27 luglio in Italia) la Sony Pictures ha messo in commercio una seconda versione del film in Blu Ray Disc, dal titolo Final Fantasy VII: Advent Children Complete. I contenuti differiscono dalla versione normale in queste aggiunte:
- Scene inedite sono state aggiunte e altre già presenti sono state modificate, per un totale di 26 minuti di film in più.
- Reminiscence of Final Fantasy VII (una riassunto del gioco originale, il quale si serve di sequenze video tratte dal videogioco stesso).
- Reminiscence of Final Fantasy VII: Compilation.
- Legacy of Final Fantasy VII (featurette).
- Episode of Denzel (un OAV basato sull'omonimo racconto contenuto nel romanzo On the Way to a Smile che chiarisce il passato di Denzel fino all'incontro con Cloud).
- Un trailer di Final Fantasy XIII. Nell'edizione giapponese oltre al trailer è presente anche una demo giocabile.